# 开泰 (辽朝)
開泰（1012年十一月—1021年十一月）是辽圣宗耶律隆绪的第二個年号。辽朝使用该年号共10年。

## 改元
- 統和三十年——十一月一日，改元開泰。[2]
- 開泰十年——十一月十二日，改元太平。[3]

## 纪年對照表
| 開泰 | 元年   | 二年   | 三年   | 四年   | 五年   | 六年   | 七年   | 八年   | 九年   | 十年   |
| ---- | ------ | ------ | ------ | ------ | ------ | ------ | ------ | ------ | ------ | ------ |
| 公元 | 1012年 | 1013年 | 1014年 | 1015年 | 1016年 | 1017年 | 1018年 | 1019年 | 1020年 | 1021年 |
| 干支 | 壬子   | 癸丑   | 甲寅   | 乙卯   | 丙辰   | 丁巳   | 戊午   | 己未   | 庚申   | 辛酉   |

## 同期存在的其他政权年号
- 中國
  - 大中祥符（1008年－1016年）：北宋—宋真宗趙恒之年號
  - 天禧（1017年－1021年）：北宋—宋真宗趙恒之年號
  - 明啟（1010年－1022年）：大理—段素廉之年號
- 越南
  - 順天（1010年－1028年）：李朝—李公蘊之年號
- 日本
  - 寬弘（1004年－1013年）：一條天皇与三條天皇之年号
  - 長和（1013年－1017年）：三條天皇与后一條天皇之年号
  - 寬仁（1017年－1021年）：后一條天皇之年号
  - 治安（1021年－1024年）：后一條天皇之年号

## 参見
- 中國年號索引
- 其他政权使用的開泰年号

## 深入閱讀
- 李崇智. . 北京: 中華書局. 2004年12月. ISBN 7101025129.
- 鄧洪波. . 臺北: 國立臺灣大學東亞經典與文化研究計劃. 2005年3月  [2021-11-27]. ISBN 9789860005189. （原始内容 (pdf)存档于2007-08-25）.

| 前一年號： 统和 | 辽朝年号 | 下一年號： 太平 |